# Kalmandergi, Gulbarga
Kalmandergi là một làng thuộc tehsil Gulbarga, huyện Gulbarga, bang Karnataka, Ấn Độ.